# Агаронян, Феликс Альбертович
Феликс Альбертович Агаронян (англ. Felix A. Aharonian, 23 мая 1952, Ереван, Армянская ССР) — физик и астрофизик, доктор физико—математических наук (1987), профессор Института перспективных исследований Дублина, руководитель группы астрофизики высоких энергий Института ядерной физики Общества Макса Планка, профессор кафедры «Молекулярная физика» НИЯУ МИФИ, иностранный член НАН РА (2008).
Открыл гамма—излучения очень высокой энергии из гигантских молекулярных облаков, расположенных в центральной части нашей галактики. Сыграл ключевую роль во внедрении стереоскопического подхода в технику визуализации атмосферного черенковского телескопа. Один из основателей крупномасштабных международных проектов, в частности, массива телескопов HESS. Обладатель множества наград по астрофизике.

## Биография
Родился 23 мая 1952 года в Ереване, получил степень магистра и кандидата технических наук (1979) в Московском инженерно-физическом институте. С 1979 по 1991 год работал в Ереванском физическом институте. В 1987 году там же получил степень доктора наук.

## Карьера
В 1987—1991 годах Агаронян был руководителем группы "Гамма-астрономия" в Ереванском физическом институте. С 1993 года его научная деятельность связана с Гейдельбергом (Германия). В настоящее время он является руководителем группы CJroup по теории астрофизики высоких энергий в Институте ядерной физики Общества Макса Планка и членом секции астрономии и астрофизики Дублинского института перспективных исследований, а также является одним из руководителей экспериментов в HESS.

## Достижения

### Проекты
- Член научной рабочей группы рентгеновской миссии JAXA-NASA ASTRO-H (рентгеновская астрономия);
- Член HESS совета по сотрудничеству (гамма-астрономия);
- Член правления консорциума KM3NeT (нейтринная астрономия);
- Соисследователь сети оптических телескопов ROTSE (послесвечения GRB);
- Содиректор Лаборатории экспериментальной астрофизики (LEA);
- Научный руководитель Лаборатории астрофизики высоких энергий (Армения);
- Член Научного комитета и адъюнкт-профессор Международного центра релятивистской астрофизики (Италия);
- Член Гейдельбергской высшей школы фундаментальной физики;
- Член Международного наблюдательного совета Ассоциации Гельмгольца по «Физике астрофизики»;
- Редактор Международного журнала Physics D.[8]

### Признание
- 2016 Почетный член Института Иоффе, Санкт-Петербург;
- 2014 Международная премия Виктора Амбарцумяна;
- 2012 Избран членом Ирландской королевской академии;
- 2010 Премия Бруно Росси Американской астрономической ассоциации;
- 2008 Избран иностранным членом Национальной академии наук Армении;
- 2006 Избран внешним научным членом Институт ядерной физики Общества Макса Планка, Гейдельберг;
- 2006 Премия Декарта ЕС (как участник коллаборации HESS);
- 2005 Премия Президента Армении.[12]